# Speelklok (muziekinstrument)

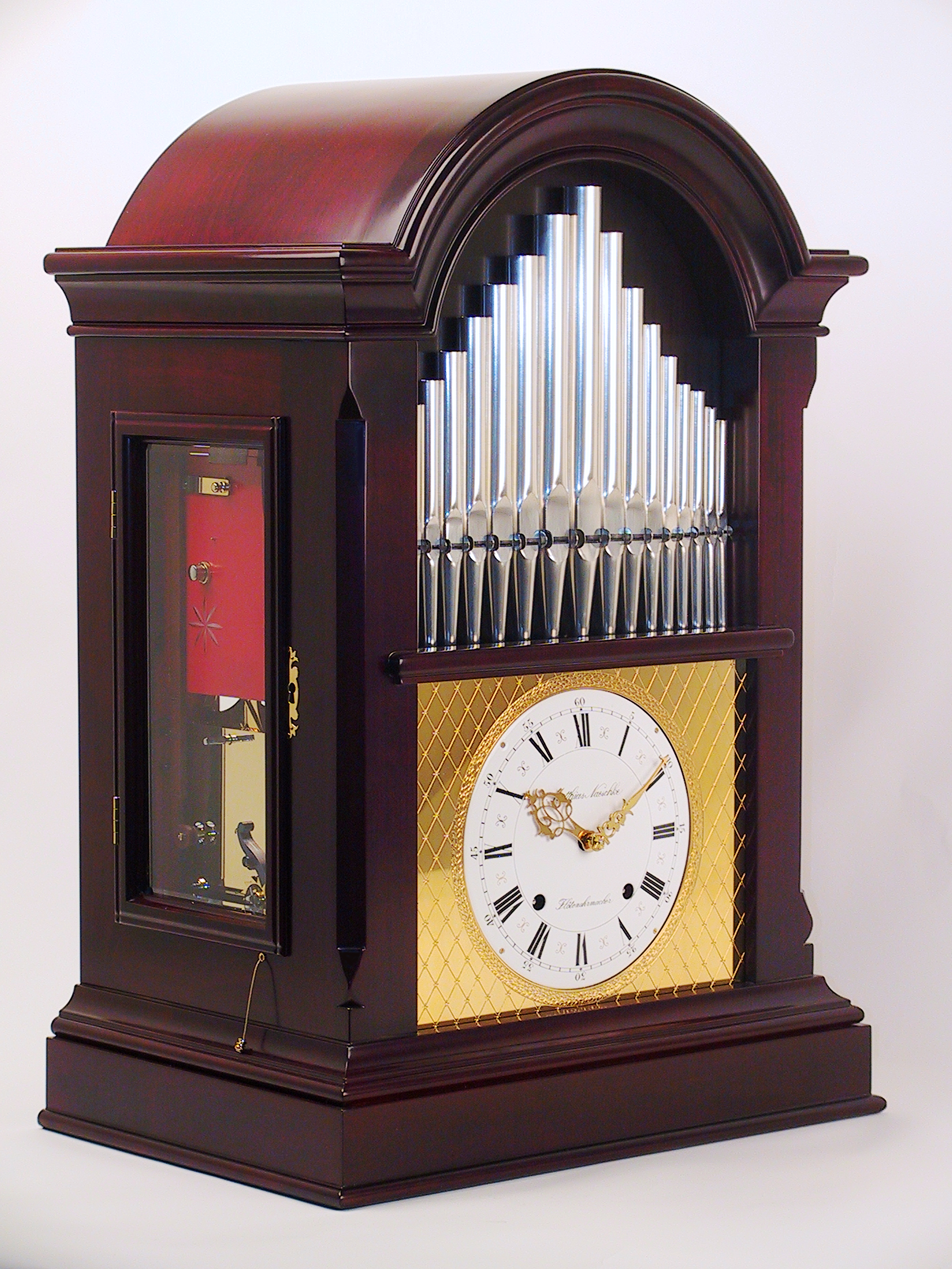
Speelklok als "fluitklok" met orgel, vervaardigd door Matthias Naeschke.

Een speelklok, speeluurwerk of muziekklok is een klok die de uren van de dag aangeeft met een muzikaal deuntje, dat met behulp van een van pinnetjes voorziene cilinder (speeltrommel) op bellen of orgelpijpen wordt gespeeld, en bij kwartsklokken met behulp van een elektronische geluidsmodule ten gehore wordt gebracht.
Een van de vroegst bekende speelklokken werd gebouwd door Nicholas Vallin in 1598. Die staat momenteel in het British Museum in Londen opgesteld. Een replica hiervan bevindt zich in Museum Speelklok in Utrecht. Deze klok speelt muziek op dertien bellen.
De speelklok kan zijn uitgevoerd als tafelmodel, wandmodel, staand horloge of als vast ingebouwd uurwerk in of aan een gebouw.
Tevens kan een geautomatiseerde voorstelling van figuren worden getoond, ter illustratie van de voortgebrachte melodie. Voorbeeld hiervan is de speelklok van Szeged. Ook kan in pols- of zakhorloges een mechanische of elektronische voorziening zijn ingebouwd om een melodie ten gehore te brengen, en daarom ook wel muziekhorloges worden genoemd. 